# Heroman
Heroman (ヒーローマン?) è una serie animata giapponese prodotta dallo studio Bones e trasmessa in Giappone nel 2010.
Alla serie ha collaborato anche l'autore americano di supereroi Stan Lee. L'anime si ispira direttamente al manga omonimo di Tamon Ōta, anche se la storia si distanzia da quella del fumetto.

## Trama
Un giovane ragazzo americano, Joey Jones recupera un robot giocattolo rotto, grazie alle cure e riparazioni varie riesce ad aggiustarlo. Nel frattempo il professor Denton riesce a mettersi in contatto con una strana razza aliena, che non ha buone intenzioni nei confronti umani.
Una sera di pioggia, mentre Joey è al lavoro ricorda di aver lasciato la finestra della sua camera aperta, e per paura che il robot si bagni scappa per recuperarlo, ma appena entra in camera un fulmine colpisce il robot, che si trasforma in un gigante d'acciaio, Heroman. Pochi giorni dopo gli alieni (skrull) attaccano la terra, ed è compito di Joey, Psy (un amico), Lina e il prof. Denton salvare la terra.

## Episodi
| Nº | Titolo italiano Giapponese 「Kanji」 - Rōmaji  | In onda           | In onda |
| Nº | Titolo italiano Giapponese 「Kanji」 - Rōmaji  | Giapponese        |         |
| 1  | BEGINNING 「ビギニング」 - biginingu           | 1º aprile 2010    |         |
| 2  | ENCOUNTER 「エンカウンター」 - enkauntaa       | 8 aprile 2010     |         |
| 3  | INVASION 「インヴェイジョン」 - inveijon       | 15 aprile 2010    |         |
| 4  | TAMA 「タマ」 - tama                           | 22 aprile 2010    |         |
| 5  | ASSASSIN 「アサシンズ」 - asashinzu            | 29 aprile 2010    |         |
| 6  | BACKLASH 「バックラッシュ」 - bakku rasshu     | 6 maggio 2010     |         |
| 7  | RESISTANCE 「レジスタンス」 - rejisutansu      | 13 maggio 2010    |         |
| 8  | COMBAT 「コンバット」 - konbatto               | 20 maggio 2010    |         |
| 9  | ALIVE 「アライブ」 - araibu                    | 27 maggio 2010    |         |
| 10 | APPROACH 「アプローチ」 - apurōchi             | 3 giugno 2010     |         |
| 11 | MENACE 「メナス」 - menasu                     | 10 giugno 2010    |         |
| 12 | STALKERS 「ストーカーズ」 - sutōkaazu          | 17 giugno 2010    |         |
| 13 | GETAWAY 「ゲッタウェイ」 - gettauei            | 24 giugno 2010    |         |
| 14 | BELEAGUER 「ビリーガー」 - biriigaa            | 1º luglio 2010    |         |
| 15 | REVOLT 「リヴォルト」 - rivoruto               | 8 luglio 2010     |         |
| 16 | DECISION 「デシジョン」 - deshijon             | 15 luglio 2010    |         |
| 17 | LEGACY 「レガシー」 - regashii                 | 22 luglio 2010    |         |
| 18 | SEPARATION 「セパレーション」 - separeushon    | 29 luglio 2010    |         |
| 19 | SURVIVAL 「サバイバル」 - sabaibaru            | 5 agosto 2010     |         |
| 20 | MISSING 「ミシング」 - mishingu                | 12 agosto 2010    |         |
| 21 | EMOTION 「エモション」 - emoshon               | 19 agosto 2010    |         |
| 22 | MEMORIES 「メモリーズ」 - memoriizu            | 26 agosto 2010    |         |
| 23 | SORTIE 「ソルティ」 - sorutei                  | 2 settembre 2010  |         |
| 24 | RESURRECTION 「リザレクション」 - Rizarekushon | 9 settembre 2010  |         |
| 25 | CRISIS 「クライシス」 - Kuraishisu             | 16 settembre 2010 |         |
| 26 | FAITH 「フェイス」 - Feisu                     | 23 settembre 2010 |         |

## Colonna sonora
Sigle di apertura
- Roulette cantata da Tetsuya (eps 1-12)
- missing cantata da Kylee (eps 13-)

Sigle di chiusura
- CALLING cantata da FLOW (eps 1-12)
- My Hands For You (Boku no Te wa Kimi no Tame ni) cantata da Mass Alert (eps 13-)